# Saurauia rubrisquamata
Saurauia rubrisquamata är en tvåhjärtbladig växtart som beskrevs av A. C. Smith. Saurauia rubrisquamata ingår i släktet Saurauia och familjen Actinidiaceae. Inga underarter finns listade i Catalogue of Life.